# سالزبيرجين
سالزبيرجين، هي بلدية في منطقة إيمسلاند ساكسونيا السفلى، ألمانيا. وهي تقع على نهر إمس على بعد 25 كم تقريبا جنوب مدينة لينجن و10 كم شمال غرب مدينة رين. تقع فيها أقدم مصفاة للنفط في العالم، افتتحت في عام 1860. محطة سالزبيرجين ترتبط مع السكك الحديدية لمنطقة إيمسلاند.